# Alseuosmia palaeiformis
Alseuosmia palaeiformis är en tvåhjärtbladig växtart som beskrevs av Allan Cunningham. Alseuosmia palaeiformis ingår i släktet Alseuosmia och familjen Alseuosmiaceae. Inga underarter finns listade i Catalogue of Life.